# Жариков, Пётр Павлович
Пётр Павлович Жариков (азерб. Pyotr Pavloviç Jarikov, 8 июля 1888, город Москва — 9 января 1969, Баку) — советский театральный деятель, актёр, режиссёр. Народный артист Азербайджанской ССР (1941).

## Биография
Родился Пётр Жариков 8 июля 1888 года в городе Москве.
С 1911 года был сотрудником в Московском художественном театре. В 1912 году окончил театральную студию. С 1918 года работал в московском Камерном театре. С 1920 по 1927 годы играл на сцене в театрах Саратова, Казани, Пензы, Иркутска, Самары и других городов. С 1921 года занимался педагогической деятельностью.
С 1928 года служил актёром Бакинского рабочего театра. В театре работал и как режиссер. Поставил «Враги» (1931); «Последний решительный» Вишневского (1931), «Слуга двух господ» (1932); «Шестеро любимых» Арбузова (1958), «Неравный бой» Розова (1961) и другие.
В 1941 году Жарикову было присвоено почётное звание Народный артист Азербайджанской ССР.
Избирался депутатом Верховного Совета Азербайджанской ССР III созыва (1951—1954 гг.).
Проживал в Баку. Умер 9 января 1969 году.

## Награды и премии
- Народный артист Азербайджанской ССР — (08.01.1941),
- Заслуженный артист Азербайджанской ССР — (04.11.1938),
- Орден Трудового Красного Знамени (09.06.1959),
- Орден Знак Почёта (25.02.1946),

## Роли
В театре:
- Фурманов («Мятеж» по Фурманову),
- Фердинанд, Хлестаков, Чацкий;
- Видади («Вагиф» С. Вургуна),
- Карандышев, Маргаритов («Бесприданница», «Поздняя любовь» Островского),
- Суворов («Полководец Суворов» Бахтерева и Разумовского),
- Полежаев («Беспокойная старость» Рахманова),
- Окаёмов («Машенька» Афиногенова).